# 齊壽山
齊壽山（1875年—1965年），又名宗頤，翻譯家、作家、中華民國公務人員。

## 生平
原籍河北高陽，齊竺山和齊如山的弟弟。
與蔡元培同留學德國，蔡元培做了中華民國教育部首任教育總長，找他到教育部工作。
在教育部歷任僉事、視學。
與同事魯迅、許壽裳交往密切，《魯迅日記》裡有許多相關記述。
他與魯迅合作，從德語轉譯了荷蘭文學作品《小約翰》。
1925年教育部僉事周樹人被司法總長兼署教育總長章士釗非法免職，他和許壽裳（他時任視學，就是現在的督學；許時任編審，都是簡任職）2人辭去公職以表抗議。
中華民國大學院成立后，任秘書，秘書長是許壽裳，院長蔡元培。